# KV2

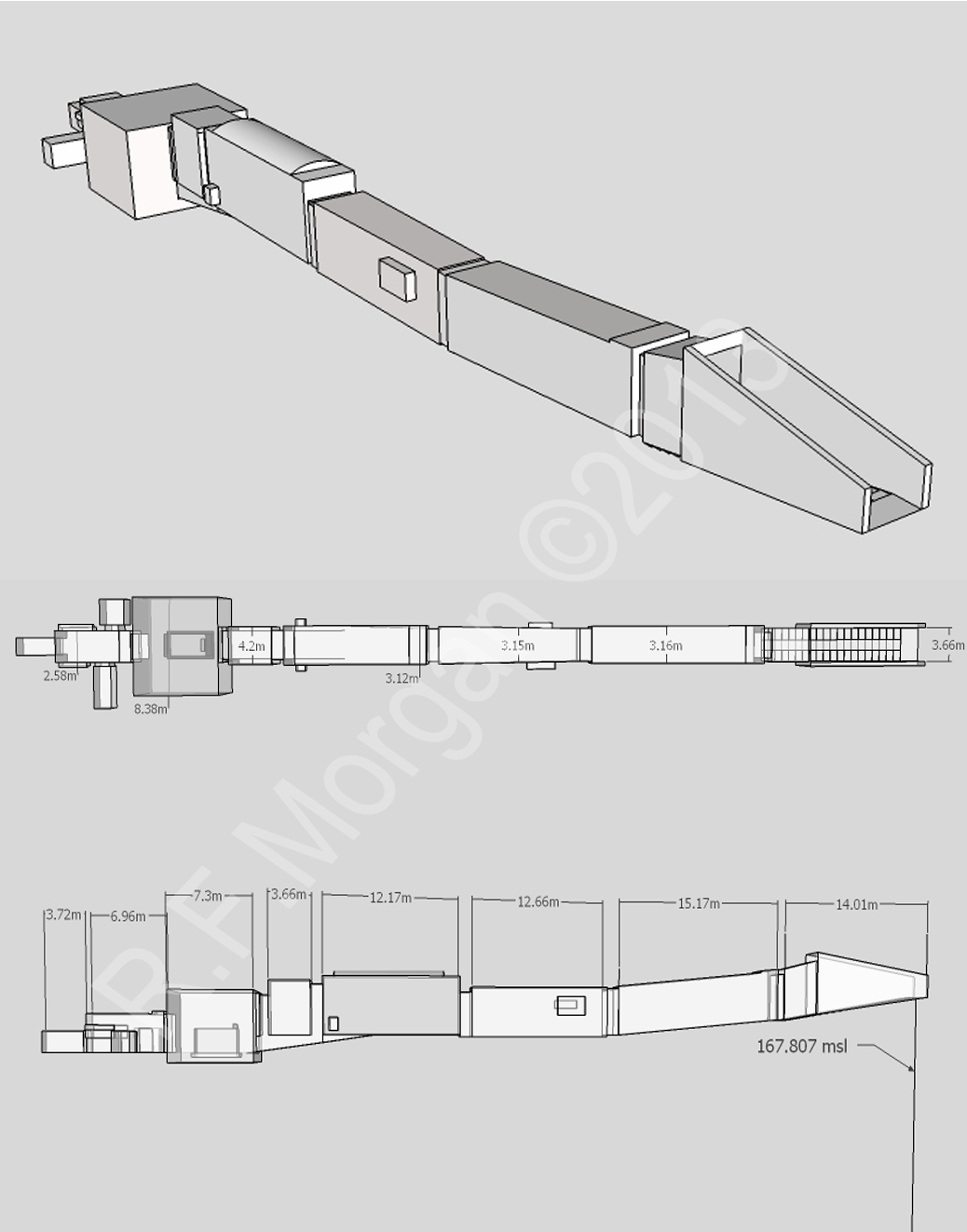
Isometrische Darstellung, Grundriss und Schnittzeichnung des Grabes

Das altägyptische Grabmal KV2 im Tal der Könige ist das Grab von Pharao Ramses IV., 20. Dynastie (Neues Reich). Es liegt im Haupttal zwischen KV1 und KV7. Die Besonderheit zu diesem Grab ist, dass es eines der wenigen ist, von dem Grabpläne erhalten sind. Einer davon ist ein Papyrus (Papyrus Turin 1885), der sich im Ägyptischen Museum in Turin befindet.

## Entdeckung und Ausgrabung
KV2 ist seit der Antike offen, denn es finden sich im gesamten Grab über 700 griechische und lateinische Graffiti sowie etwa 50 Koptische. Dem ersten Besuch in der Neuzeit von Claude Sicard 1718 folgten im Laufe der Jahre verschiedene Forscher und Archäologen, darunter Richard Pococke (1737–1738), James Bruce (1768), James Burton (1825) oder John Gardner Wilkinson (1825–1828). Bei diesen Besuchen wurden lediglich Pläne des Grabes angefertigt. Erste epigraphische Arbeiten erfolgten von 1828 bis 1829 durch die Franco-Tuscan Expedition. Erste Ausgrabungsarbeiten unternahm von 1905 bis 1906 Edward R. Ayrton für Theodore M. Davis, der zu dieser Zeit die Grabungslizenz für das Tal der Könige hatte. Ayrton entdeckte dabei am Eingang unter anderem mehrere Grundstein-Depots. Nachdem 1914 Lord Carnarvon die Grabungslizenz erhalten hatte, arbeitete 1920 Howard Carter in dem Grab.
Eine Beschreibung der Funde nahm Nicholas Reeves 1984 vor, die epigraphische Dokumentation erfolgte 1990 durch Erik Hornung in Zwei ramessidische Königsgräber: Ramses IV. und Ramses VII.

## Geschichte
Unter seinem Vater, Ramses III., wurde für den Prinzen Ramses bereits ein Grab im Tal der Königinnen angelegt. In dieser Nekropole des antiken Theben wurden üblicherweise keine Könige, sondern Königinnen, Königskinder oder hohe Beamte bestattet. Jean Yoyotte konnte 1958 Grab QV53 dem fünften Sohn von Ramses III. zuordnen, Ramses IV.
Nach der Thronbesteigung von Ramses IV. dauerte die Auswahl für den Platz eines Grabes im Tal der Könige Erik Hornung zufolge ungewöhnlich lange. Normalerweise geschah dies innerhalb des ersten Regierungsjahres eines Königs. Hornung vermutet als Grund dafür ein völlig neues Planungskonzept der Grabanlage, wonach „jeder König seinen Vorgänger zu übertreffen versuchte“. Ein Ostrakon mit hieratischer Schrift führt als Datum Jahr 2, zweiter Überschwemmungsmonat, Tag 17 an und nennt als beteiligte Personen unter anderem den Wesir Neferrenpet und Hori, „nach einem Platz zu suchen, an dem ein Grab für User-maat-re Setep-en-amun (Ramses IV.) geschlagen werden konnte.“

## Architektur

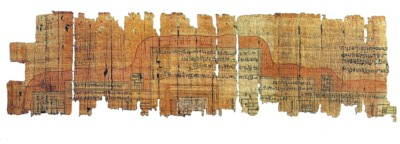
Papyrus Turin 1855

Grab KV2 ist ein Grab, das mit einer Länge von 88,66 m gerade in den Fels und nicht mehr steil in die Tiefe führt, wie bei vorherigen Königsgräbern. Es hat eine Gesamtgröße von 304,88 m² und verfügt über drei Korridore, drei Kammern und drei Nebenkammern am Ende. Die Grabkammer hat eine Größe von 60,53 m² mit einer 5,22 m hohen Decke. Insgesamt sind die Decken des Grabes recht hoch und auch die Korridore und Rampen im Vergleich zu anderen Gräbern im Tal recht breit. Die Kombination mit Rampen ist seit Ramses II. gelegentlich belegt.
Edward R. Ayrton legte bei seinen Ausgrabungen von 1905 bis 1906 am felsbedeckten Eingang insgesamt neun Grundstein-Depots frei, wobei eines davon noch Gründungsbeigaben enthielt. Howard Carter fand weitere fünf intakte Gruben. Die Gesamtzahl dieser Gruben ist ungewöhnlich, zumal einige unbenutzt waren.
Eine Besonderheit zu diesem Grab sind zwei erhaltene Planskizzen. Eine in Form eines Papyrus und eine in Form eines Ostrakons aus Kalkstein. Der Papyrus Turin 1855 wurde von Karl Richard Lepsius als Plan von KV2 identifiziert. Auch wenn der Plan nicht exakt der eigentlichen Form des Grabes entspricht, liefert er doch wertvolle Informationen. Die einzelnen Räume sind beispielsweise mit ihren Funktionen in hieratisch beschriftet. Für die Grabkammer gibt der Papyrus außerdem die Darstellung, dass der Sarkophag von fünf Schreinen, auch als Sargschreine bezeichnet, umgeben war beziehungsweise sein sollte. Schreine, wie sie später Howard Carter in der Grabkammer von Tutanchamun fand. Jedoch waren es dort nur vier, nicht fünf.
Das Ostrakon fand Ayrton am Grabeingang. Beide Zeichnungen zeigen das Grab in einem vereinfacht dargestellten Endstadium, mit verschlossenen und verriegelten Türen. Während die Skizze auf dem Ostrakon wohl nur eine einfache Zeichnung eines Arbeiters gewesen ist, diente der Papyrusplan vermutlich einer ernsthafteren Verwendung und wurde vielleicht für Weihezwecke benutzt. Ähnliche „Modelle“ sind, neben den Gründungsgruben, durchaus auch von Tempelgründungen bekannt.
Aus Zeitgründen scheint der ursprüngliche Grabbau insgesamt sehr vereinfacht ausgearbeitet worden zu sein. Dies bewirkte eine Veränderung der Brunnenkammer und ersten Säulenhalle sowie der Grabkammer. Der ursprüngliche Plan scheint aufgrund des Todes des Königs geändert worden zu sein. So wurde beispielsweise die eigentliche Säulenhalle zur Grabkammer umgearbeitet.

## Dekorationen

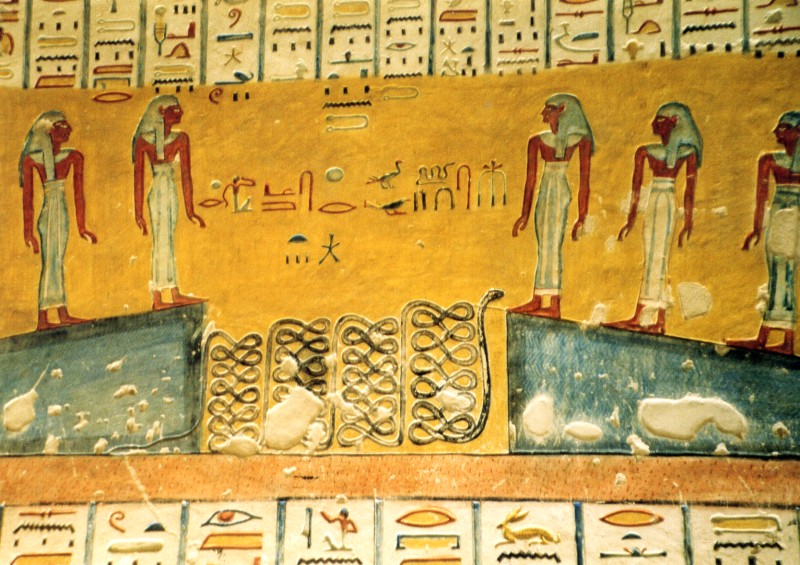
Szene aus der 4. Stunde des Pfortenbuches

Ein Großteil der Wanddekorationen in KV2, die nicht nur auf die Kammern beschränkt sind, ist praktisch unversehrt. Ein Teil der hieroglyphischen Inschriften in den Korridoren sind, im Gegensatz zu den übrigen Dekorationen, die aufgemalt sind, im versenkten Relief gearbeitet und ausgemalt. Das Dekorationsprogramm des Grabes besteht sowohl aus alten als auch neuen Elementen, die wie folgt angelegt sind:
- Grabeingang nach den Stufen (A): Die Göttinnen Isis und Nephthys huldigen der Sonnenscheibe, in der der Sonnengott einmal in seiner Morgengestalt (Skarabäus als Chepre) und Abendgestalt (widderköpfig) dargestellt ist
- 1. Korridor (B): der König vor Re-Harachte und Szenen aus der Litanei des Re
- 2. Korridor (C): Szenen aus der Litanei des Re
- 3. Korridor (D): Szenen aus dem Buch der Höhlen
- Vorkammer (Brunnenkammer – E): Szenen aus dem Totenbuch, vorwiegend Spruch 125
- Grabkammer (F): Szenen aus dem Buch der Tore (Pfortenbuch) und dem Amduat; Decke: Szenen aus den Himmelsbüchern
- Letzter Korridor (verkürzt – G) und Endräume (Ga, Gb, Gc)): Szenen aus dem Buch der Höhlen, Darstellungen des Königs und von Begräbnisobjekten

Bei der Decke der Grabkammer (auch Sargkammer) ersetzen die Bücher des Himmels die bisherigen „astronomischen“ Darstellungen als Himmelsgewölbe. An den Seiten der Kammer finden sich außerdem Dekanlisten. Diese bilden zusammen mit der doppelten Darstellung der Göttin Nut, die sich über die Erde beugt, einen Rahmen. Auf der linken Seite wird Nut vom Gott Schu gestützt. Die dominante Farbe in diesem Raum ist Gelb, die Farbe, die Gold symbolisierte, das Metall der Götter. Die Grabkammer wurde damit zum per-nebu („Goldhaus“).

## Sarkophag und Mumie
Der kartuschenförmige Sarkophag aus rotem Granit wurde bereits im Altertum durch Grabräuber beschädigt und der Deckel abgenommen. Er ist nach Westen orientiert und misst 3,50 m in der Länge, 2,95 m in der Höhe und 2,06 m in der Breite.
Die Mumie des Königs wurde 1898 im Grab von Amenophis II., KV35, gefunden, das als „Königsdepot“ diente. Hierher wurde sie vermutlich zur Zeit von König Smendes I. (21. Dynastie) gebracht. Darauf deutet ein Graffito des Schreibers Penamun hin, das aus dem 16. Regierungsjahr dieses Herrschers stammt und unter anderem auch die zweite Restaurierung der Mumie Amenophis I. erwähnt.

## Funde und Grabbeigaben
Die einzigen Funde aus dem Inneren des Grabes stammen vermutlich von Nachbestattungen aus der Dritten Zwischenzeit. Allgemein enthielt KV2 Möbel, Pflanzenreste, menschliche Mumien und Teile von Grabausstattungen.
Edward R. Ayrton und Howard Carter fanden zahlreiche Grabbeigaben, die wohl aus dem Grab „geworfen worden waren“ und im Schutt am Eingang lagen: Ostraka, Uschebtis aus Holz, Calcit und Fayence sowie Fragmente aus Holz und Glas. Eine besondere Gruppe der Funde stellten Tonscherben dar, die noch Gips- und Farbreste aufwiesen und zum Teil mit den Namen Ramses II. versehen waren.
Ayrton legte ferner „Trümmer grober koptischer und römischer Hütten“ frei, die vermutlich Tierställe gewesen waren. Es fanden sich außerdem ein zerbrochenes koptisches Tranchierbrett, Ostrakafragmente und ein Brief auf Papyrus, der noch verschlossen war. Herbert E. Winlock zufolge handelte es bei dem Grab um eine der bedeutendsten Koptensiedlungen im Tal der Könige.

## Trivia
Die Geräumigkeit des Grabes entsprach einem „Palast“. Es wurde deshalb bei vielen Expeditionen als „Hotel“ genutzt, so unter anderem von Jean-François Champollion, Ippolito Rosellini, Robert Hay, oder später Theodore M. Davis. Gräber wurden im Tal der Könige häufig für verschiedene Gelegenheiten genutzt, nachdem sie ausgegraben worden waren. So vergleichsweise KV4, das Grab Ramses XI., während der Ausgrabungsarbeiten von KV62 durch Howard Carter als Speise- und Lagerraum oder KV55 für die fotografischen Arbeiten von Harry Burton und andere Gräber als Laboratorium.